# حسن لاهیجی
میرزا حسن لاهیجی (متوفی: ۱۱۲۱ هجری قمری) ملقب به کاشفی، فرزند بزرگ ملا عبدالرزاق لاهیجی و از بزرگ‌ترین دانشمندان عصر صفوی است. از جمله آثار وی در زمینه حکمت اسلامی می‌توان به ظواهر الحکم، آئینه حکمت اشاره کرد.

## حیات و خانواده
به گفته رضا استادی، تاریخ دقیق تولد وی معلوم نیست ولی می‌توان به گفته آقابزرگ تهرانی اعتماد کرد و تاریخ تولد میرزا حسن را حدود ۱۰۴۵ هجری قمری دانست. میرزا حسن لاهیجی در خانواده ای حکمی و مذهبی دیده به جهان گشود. وی به گفته سید جلال الدین آ آشتیانی فرزند بزرگ ملا عبدالرزاق لاهیجی، داماد ملاصدرای شیرازی و از بزرگ‌ترین شاگردان وی است. به نظر می‌رسد که در قم زاده شده است و پس از شاگردی نزد پدرش، برا ادامه تحصیلات به نجف رفته است.

## شاگردان و استادان
از استادان وی فقط نام ملا عبدالرزاق لاهیجی یعنی پدرش شناخته شده است و کس دیگری شناخته شده نیست. در میان شاگردان وی، رضا استادی به دونفر به صورت احتمالی اشاره کرده است. یکی میر عبدالرحمان قمی و دیگری حزین لاهیجی است.

## آثار
میرزا حسن دارای آثار بسیاری است. در میان آثار وی می‌توان به موارد زیر اشاره کرد:
- آیینه حکمت
- ابطال تناسخ
- اثبات رجعت
- اصول دین
- جمال الصالحین
- رساله در حدوث و قدم
- روایع الحکمه
- شمع یقین و آیینه دین
- شرح صحیفه سجادیه
- سر مخزون[۴]